# Torrena
Torrena is een in aanbouw zijnde toren in Zapopan, een voorstad van Guadalajara in de Mexicaanse deelstaat Jalisco. De planning was dat de toren werd voltooid in 2009, maar de bouw werd op 30 oktober 2009 stilgelegd. Met een hoogte van 336,5 meter, zou de toren op dat moment het hoogste gebouw in Latijns-Amerika worden en het tiende hoogste gebouw ter wereld worden. De toren zou gaan dienen als zendmast voor telecomunnicatieapparatuur en als kantoorgebouw en zal daarnaast ook entertainmentfuncties vervullen. Echter door de bouwstop zijn al deze doelen nog niet gerealiseerd.